# Leonard Chemutai
Leonard Chemutai (* 5. Mai 2003) ist ein ugandischer Leichtathlet, der sich auf den Hindernislauf spezialisiert hat. 2024 wurde er in Douala Afrikameister über 3000 m Hindernis.

## Sportliche Laufbahn
Erste internationale Erfahrungen sammelte Leonard Chemutai im Jahr 2021, als er bei den U20-Weltmeisterschaften in Nairobi in 9:03,14 min den siebten Platz über 3000 m Hindernis belegte. Im Jahr darauf gelangte er bei den U20-Weltmeisterschaften in Cali mit 8:41,03 min auf Rang vier und 2023 belegte er bei den Weltmeisterschaften in Budapest in 8:21,61 min im Finale den zwölften Platz. Anschließend wurde er bei den Straßenlauf-Weltmeisterschaften in Riga nach 13:36 min 16. im 5-km-Straßenlauf. Bei den Crosslauf-Weltmeisterschaften 2024 in Belgrad wurde er nach 29:10 min 18. im Einzelrennen, ehe er im Juni in 8:21,30 min die Goldmedaille über 3000 m Hindernis bei den Afrikameisterschaften in Douala gewann. Anschließend gelangte er bei den Olympischen Sommerspielen in Paris mit 8:20,03 min im Finale auf den 15. Platz.

## Persönliche Bestleistungen
- 5-km-Straßenlauf: 13:36 min, 1. Oktober 2023 in Riga
- 3000 m Hindernis: 8:17,14 min, 18. Juli 2023 in Székesfehérvár